# 누가 내 궁디 좀 말려줘!
《누가 내 궁디 좀 말려줘!》(영어: The Day My Butt Went Psycho!, 프랑스어: Sprout a craqué son slip)는 동명의 소설 시리즈를 바탕으로 각색된 캐나다와 오스트레일리아의 텔레비전 애니메이션이다. 이 프로그램은 2013년 9월 오스트레일리아의 텔레비전 채널 나인 네트워크를 통해, 캐나다에서는 2014년 6월 12일 텔레툰을 통해 공개되었다. 대한민국에서는 2014년 10월 7일부터 투니버스에서 방송되었다.

## 등장인물
- 잭 (성우: 맥 헤이우드/강수진)
- 듀스 (성우: 로버트 팅클러/신용우)
- 엘리너 (성우: 브린 맥컬리/김새해)
- 대빵댕이 (성우: 테드 다이크스트라/안장혁)
- 프린스 (성우: 마크 에드워즈/최석필)
- 모리스 (성우: 조 핑그/이호산)

## 에피소드
| 시즌 | 시즌 | 회수 | 방송 날짜       | 방송 날짜        |
| 시즌 | 시즌 | 회수 | 시즌 시작       | 시즌 종료        |
| ---- | ---- | ---- | --------------- | ---------------- |
|      | 1    | 20   | 2014년 6월 12일 | 2014년 10월 16일 |
|      | 2    | 20   | 2015년 6월 30일 | 2015년 6월 30일  |